# Spiraea papillosa
Spiraea papillosa là loài thực vật có hoa trong họ Hoa hồng. Loài này được Rehder miêu tả khoa học đầu tiên năm 1913.